# Route nationale 175
Die N175 wurde 1824 als französische Nationalstraße zwischen Granville und Caen festgelegt. Dies geht auf die Route impériale 195 zurück. Ihre Länge betrug 107,5 Kilometer. 1839 erfolgte eine Verkürzung, da die neu festgelegte N24BIS den Abschnitt zwischen Granville und Villedieu-les-Poêles übernahm. Ihre Länge betrug dadurch nur noch 79,5 Kilometer. 1973 wurde sie in beide Richtungen verlängert und lief zwischen Rennes und der N138 südwestlich von Rouen. Dabei übernahm sie diverse Abschnitte von anderen Nationalstraßen in folgender Abfolge:
- N 776 Rennes – Pontorson
- N 176 Pontorson – Villedieu-les-Poêles
- N 175 Villedieu-les-Poêles – Caen
- N 815 Caen – Saint-Maclou
- N 180 Saint-Maclou – N 138 (südwestlich von Rouen)

1992 wurde die im Département Ille-et-Vilaine verlaufende Trasse komplett abgestuft. Durch die Inbetriebnahme der A84 ab 1998 wurden die parallel verlaufenden Abschnitte der N175 zeitgleich abgestuft. 2006 erfolgte die e Abstufung im Parallelverlauf zur A13, sodass heute die N175 nur noch als Verbindung für die A84 zwischen Avranches und Pontaubault, sowie als Schnellstraße zwischen Pontaubault und Pontorson, wo sie ihre Fortsetzung als N176 findet, verläuft.

## Streckenverlauf
| Position | höchste zulässige Gesamtgeschwindigkeit | Fahrbahnen | km   | Typ                          | Abschnitt                          | Breitengrad | Längengrad |
| -------- | --------------------------------------- | ---------- | ---- | ---------------------------- | ---------------------------------- | ----------- | ---------- |
| 1        | 110                                     | 2          | 64.5 | Beginn an Straße             |                                    | 48.6097     | −1.3770    |
| 2        | 110                                     | 2          | 65   | Teil-Anschlußstelle          | Pontaubault-Céaux                  | 48.6153     | −1.3650    |
| 3        | 110                                     | 2          | 65.5 | Teil-Anschlußstelle          | Céaux                              | 48.6186     | −1.3614    |
| 4        | 110                                     | 2          | 67.5 | Teil-Anschlußstelle          | Pontaubault N176                   | 48.6264     | −1.3467    |
| 5        | 110                                     | 2          | 68   | Teilausgebautes Dreieck      | A-84 (Ausfahrt 34) N175            | 48.6295     | −1.3402    |
| 6        | 110                                     | 2          | 69   | Brücke                       | Sélune                             | 48.6388     | −1.3414    |
| 7        | 110                                     | 2          | 69.5 | Vollständige Anschlussstelle | Cromel – Avranches                 | 48.6497     | −1.3506    |
| 8        | 110                                     | 2          | 71.5 | Vollständige Anschlussstelle | La Croix Verte – Le Val-Saint-Père | 48.6715     | −1.3725    |
| 9        | 110                                     | 2          | 75   | Teil-Anschlußstelle          | Marcey-les-Grèves                  | 48.6905     | −1.3646    |
| 10       | 110                                     | 2          | 76   | Teil-Anschlußstelle          | Ponts                              | 48.6982     | −1.3486    |
| 11       | 110                                     | 2          | 76.5 | Vollständige Anschlussstelle | Ponts                              | 48.7028     | −1.3411    |
| 12       | 110                                     | 2          | 77   | Ende der Autobahn            | A 84                               | 48.7052     | −1.3365    |